# Administrativt frihetsberövande
Administrativt frihetsberövande, eller administrativt förvar, är en åtgärd där staten håller en person frihetsberövad utan rättegång. 
Många länder hävdar att de använder administrativt frihetsberövande som ett medel för att bekämpa terrorism eller uppror, för att kontrollera invandring eller för att på annat sätt skydda den styrande regimen. Administrativt frihetsberövande används ibland med målet att förebygga brott, till skillnad från fängelse som är ett straff efter en dom. Administrativt frihetsberövande bygger då på antagandet att personen kan vara ett framtida hot.
Metoden har kritiserats av människorättsorganisationer som ett brott mot medborgerliga och politiska rättigheter.

## Kända exempel
Australien: I Australien hålls ofta personer som anländer utan giltig inresa, däribland asylsökande, i administrativt förvar på avlägsna anläggningar som en del av landets strikta migrationspolitik.
Israel: I juni 2024 satt 3410 palestinier i administrativt förvar i Israel. Denna typ av frihetsberövande är en kvarleva från det brittiska Palestinamandatet och kan förlängas hur många gånger som helst, upp till sex månader i taget.
Kina: Kinas regering har anklagats för att frihetsberöva uppemot en miljon uigurer och andra muslimska minoriteter i så kallade omskolningsläger.
Myanmar: Aung San Suu Kyi, som tilldelades Nobels fredspris år 1991, har suttit frihetsberövad i ungefär 20 år, spritt över flera perioder, under militärdiktaturen i Myanmar.
USA: På Guantanamobasen på Kuba har personer förvarats utan formell rättegång, särskilt efter terrorattackerna den 11 september 2001. Många av internerna har aldrig ställts inför rätta.
Efter attacken på Pearl Harbor 1941 placerades över hundra tusen japaner och amerikanska medborgare med japanskt ursprung i interneringsläger.